# 10-Yard Fight
10-Yard Fight is een American football-computerspel initieel uitgebracht voor Arcade in 1983. Het werd ontwikkeld door het Japanse bedrijf Irem dat het ook in Aziatische landen uitbracht. In het Amerikaanse continent werd dit uitgebracht door Taito. In West-Europa werd het uitgegeven door Electrocoin, behalve in West-Duitsland waar de uitgever ADP Automaten was. Later verscheen het spel ook voor NES en MSX.